# 21513 Беткокран
21513 Беткокран (21513 Bethcochran) — астероїд головного поясу, відкритий 22 травня 1998 року.
Тіссеранів параметр щодо Юпітера — 3,586.